# Pleurothallis canaligera
Pleurothallis canaligera är en orkidéart som beskrevs av Heinrich Gustav Reichenbach. Pleurothallis canaligera ingår i släktet Pleurothallis och familjen orkidéer. Inga underarter finns listade i Catalogue of Life.